# Darien (Georgia)
Darien is een plaats (city) in de Amerikaanse staat Georgia, en valt bestuurlijk gezien onder McIntosh County.

## Demografie
Bij de volkstelling in 2000 werd het aantal inwoners vastgesteld op 1719.
In 2006 is het aantal inwoners door het United States Census Bureau geschat op 1726, een stijging van 7 (0,4%).

## Geografie
Volgens het United States Census Bureau beslaat de plaats een oppervlakte van
5,1 km², geheel bestaande uit land. Darien ligt op ongeveer 9 m boven zeeniveau.

## Plaatsen in de nabije omgeving
De onderstaande figuur toont nabijgelegen plaatsen in een straal van 44 km rond Darien.